# Gira l'estate
Gira l'estate è un singolo della cantante italiana L'Aura, pubblicato il 29 luglio 2011 dalla Sony Music.

## La canzone
Il brano è stato scritto da L'Aura insieme al chitarrista Massimo Varini ed è stato prodotto da Dado Parisini.
È entrato in rotazione radiofonica il giorno stesso della sua pubblicazione, il 29 luglio 2011.
Inizialmente si trattava di un progetto autonomo, ma il 5 dicembre 2011 il singolo è stato pubblicato nel nuovo CD di L'Aura, la ristampa di Sei come me.

## Classifiche
| Classifica (2011) | Posizione massima |
| ----------------- | ----------------- |
| Italia            | 60                |